# Hannêche
Hannêche is een deelgemeente van de Belgische gemeente Burdinne, provincie Luik, tot 1 januari 1977 was het een zelfstandige gemeente.

## Geografisch
Hannêche is de enige deelgemeente van Burdinne ten westen van de weg Hannuit-Namen (N80); alle overige componenten van de gemeente liggen ten oosten van deze vrij grote verkeersader. Hoewel het dorp deel uitmaakt van het Natuurpark van de Valleien van de Burdinale en de Mehaigne, stroomt geen van beide rivieren over haar grondgebied. De naam "Hannêche" zou "waterrijk terrein" betekenen. Dit strookt ook vandaag nog met de werkelijkheid, vermits een deel van de bodem van dit betrekkelijk vlak gelegen landbouwdorp moerasachtig is.

## Geschiedenis
Tijdens het ancien régime behoorde Hannêche tot het graafschap Namen (baljuwschap Wasseiges).
De plaats zou bewoond zijn sinds de neolithische periode. In 1891, tijdens door dokter Thiron uit Burdinne geleide opgravingen, werden in de wijk Basse-sous-la-Ville eveneens sporen van bewoning uit de Gallo-Romeinse tijd aangetroffen.
De eerste geschreven bron waarin Hannêche vermeld wordt, dateert echter pas uit 1152.
Het hof van Hannêche, een leen van de graven van Namen, behoorde op het einde van de 15e eeuw toe aan de familie Hautepenne. Het Sint-Lambertuskapittel van Luik bezat in het dorp een grondheerlijkheid en benoemde er een eigen administratie. Al in de 14e eeuw waren de prins-bisschop van Luik en de graaf van Namen verwikkeld in een geschil over de uitoefening van de hoge heerlijkheid van Hannêche. Deze kwestie werd pas in 1411, in het voordeel van de graaf van Namen, beslecht.
In de 17e eeuw leed Hannêche zo zwaar onder de plunderingen en opeisingen tijdens de heersende oorlogen, dat in 1697 zo goed als alle bewoners waren omgekomen of hun dorp verlaten hadden.
In 1753 werd Jean-Charles Dauvin heer van Hannêche. Deze laatste verkocht de heerlijkheid in 1784 aan graaf Gustave de Priuli, die de laatste heer van het dorp zou worden.
Hannêche is van oudsher een dorp van landbouwers (vooral koren en suikerbiet) en veetelers. De plaatselijke industrie heeft dan ook altijd verband gehouden met de landbouwsector. In de 19e eeuw was er in Hannêche een windmolen actief. De molenaar, Louis-Joseph Brokart, vroeg in 1824 aan de provinciegouverneur van Namen toestemming om zijn molen af te breken en in Forville herop te bouwen. De site in Hannêche was volgens Brokart ongeschikt omdat de draaiende wieken te dicht bij de begane grond kwamen en al meermaals de dood van grazend vee hadden veroorzaakt. Het Naamse provinciebestuur had slechts enkele dagen nodig om het verzoek van de molenaar te weigeren. De molen van Hannêche was in 1900 al niet meer in werking. In 1878 werd in het dorp een suikerfabriek geopend, maar de installatie werd in 1916 vernield. In 1924 bouwde men een tweede suikerfabriek, die tot 1958 in bedrijf bleef. Vandaag herinnert enkel een oude schoorsteen langs de chaussée de Namur, in de richting van Bierwart, nog aan deze fabriek. In 1897 werd in Hannêche ook een melkerij gesticht, die in 1945 definitief haar activiteiten staakte. Een belangrijk deel van de gebouwen - in slechte staat - staat vandaag nog overeind. Door de algemene afname van het aantal landbouwbedrijven in de loop van de afgelopen decennia en het ontbreken van vrijwel elke andere plaatselijke bedrijvigheid, werkt thans ongeveer de helft van de bevolking van Hannêche buiten de dorpsgrenzen.
In 1973 kwam Hannêche in het nieuws omdat er in een verlaten groeve 16 ton cyaanhoudend afval werd ontdekt. Dit voorval was de directe aanleiding voor de strenge wet op het giftig afval van 22 juli 1974.

## Bezienswaardigheden
- Het huidige kasteel van Hannêche, aan de Rue de la Râperie 1, werd opgetrokken tussen 1700 en 1735 en een eerste maal herbouwd in 1750. Een plan uit 1770 toont een L-vormig gebouwencomplex met aansluitend, aan de kant van de weg, een vierkante toren. Deze toren werd in 1950 onteigend en gesloopt voor de verbreding van de straat. De oude linde naast het kasteel overleefde op 6 september 1944 een brand, die ontstond doordat Amerikaanse troepen een Duitse, met een vat benzine geladen vrachtwagen de lucht in bliezen. Tijdens het Ardennenoffensief waren de Amerikanen in het kasteel van Hannêche ingekwartierd en waren er in de buurt vervangingsstukken voor tanks opgeslagen. Omstreeks 1800 werd het kasteel door de laatste heer van Hannêche verkocht aan de familie de Heusch. Dit militaire geslacht leverde aan het dorp twee burgemeesters : Léopold-Ferdinand (van 1818 tot 1827) en diens zoon Emile de Heusch (van 1830 tot 1869). In 1900 werd het goed verkocht aan de familie Barthélémy, die het tot een hoeve omvormde. Het cirkelvormige park, een monumentale schuur, de linker kasteelvleugel, een klokkentorentje en een aantal muurschilderingen verdwenen, terwijl een groot deel van de vensters afgedicht en een aantal kelders gedempt werden. Binnen verloor de grote trap een deel van zijn oorspronkelijke leuning. De adelaar die de trap bekroonde werd verkocht. Nadat een aantal landbouwersfamilies (Elias, Catoul, Delarbre) elkaar door de jaren heen in het kasteel hadden opgevolgd, werd het op dat ogenblik nog 70 aren grote, door populieren omzoomde domein in 1974 gekocht door John Van der Straten, die de daken en de verwarming herstelde. Yves Gerlache, die in 1979 eigenaar werd van het kasteel, zette de restauratie van de gebouwen voort. Binnenin bleven een schoorsteenmantel in het zeldzame grijze marmer van Saint-Remy (Rochefort) en een tweetal muurschilderingen bewaard.
- De Sint-Lambertuskerk (Église Saint-Lambert), aan de Rue de la Tour .Het begevingsrecht van de Sint-Lambertusparochie werd tijdens het Ancien Régime uitgeoefend door het Sint-Lambertuskapittel van Luik. De parochie bestaat met zekerheid sinds de 13e eeuw, maar de huidige kerk dateert uit de 18e eeuw. Het eenbeukige, uit bak- en natuursteen opgetrokken gebouw staat centraal in het dorp op een heuvel en wordt omgeven door het kerkhof. In 1712 werd de Naamse architect Denis-Georges Bayar belast met de bouw van het nieuwe koor. In 1738 werden het schip en de toren gebouwd. Het meubilair dateert grotendeels uit de 18e en 19e eeuw. De kerk herbergt ook een 14e-eeuwse Christus aan het Kruis in Maaslandse stijl, die vroeger onder een luifel aan de buitengevel hing en een aantal grafstenen. De oudste daarvan, van Jehan de Montidodei, dateert uit 1324. De glasramen uit 1908 werden geschonken door pastoor Olivier Cardole, koster-voorzanger Emile Dossogne en enkele vooraanstaande families uit het dorp (Wilmet-Gossiaux en Bournonville).
- De Pastorie (Presbytère) aan de Rue de la Tour 6. De fraaie, L-vormige pastorie dateert uit de 18e eeuw (op de voordeur werd "Anno 1766" gebeiteld en in de kelderdrempel staat "1740" gehouwen), maar de kern van het gebouw, waarvan een belangrijk deel van het metselwerk in silex bewaard bleef, is veel ouder en werd in 1666, tijdens het pastoorschap van Jean-Adrien Plomteux, gebouwd.
- De Sint-Annakapel (Chapelle Sainte-Anne) aan de hoek van de Rue de la Chapelle met de Rue du Vivier, is een wegkapel uit 1792 in de schaduw van twee oude linden.
- De Onze-Lieve-Vrouwekapel (Chapelle Notre-Dame), ter hoogte van de Rue de la Basse-sous-la-Ville 4. Deze wegkapel draagt in de sokkel het opschrift : "1784/ ne passez ici/ jours et nuits/ pendan/ votre vie/ sans salv(e) Marie". Achter het smeedijzeren hekje dat de nis afsluit, staat een smeedijzeren Sint-Anna-ten-Drieën.

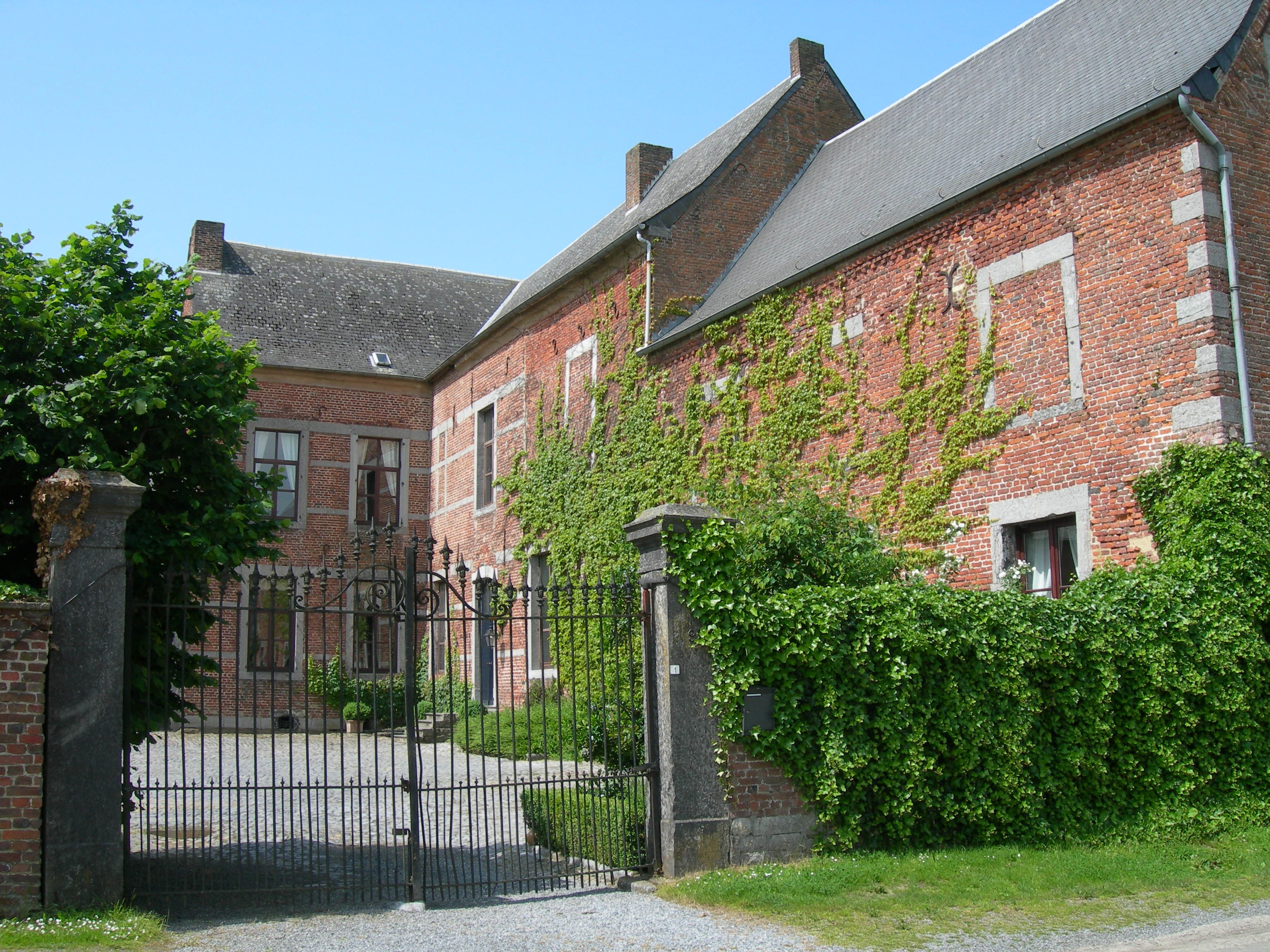
Kasteel van Hannêche
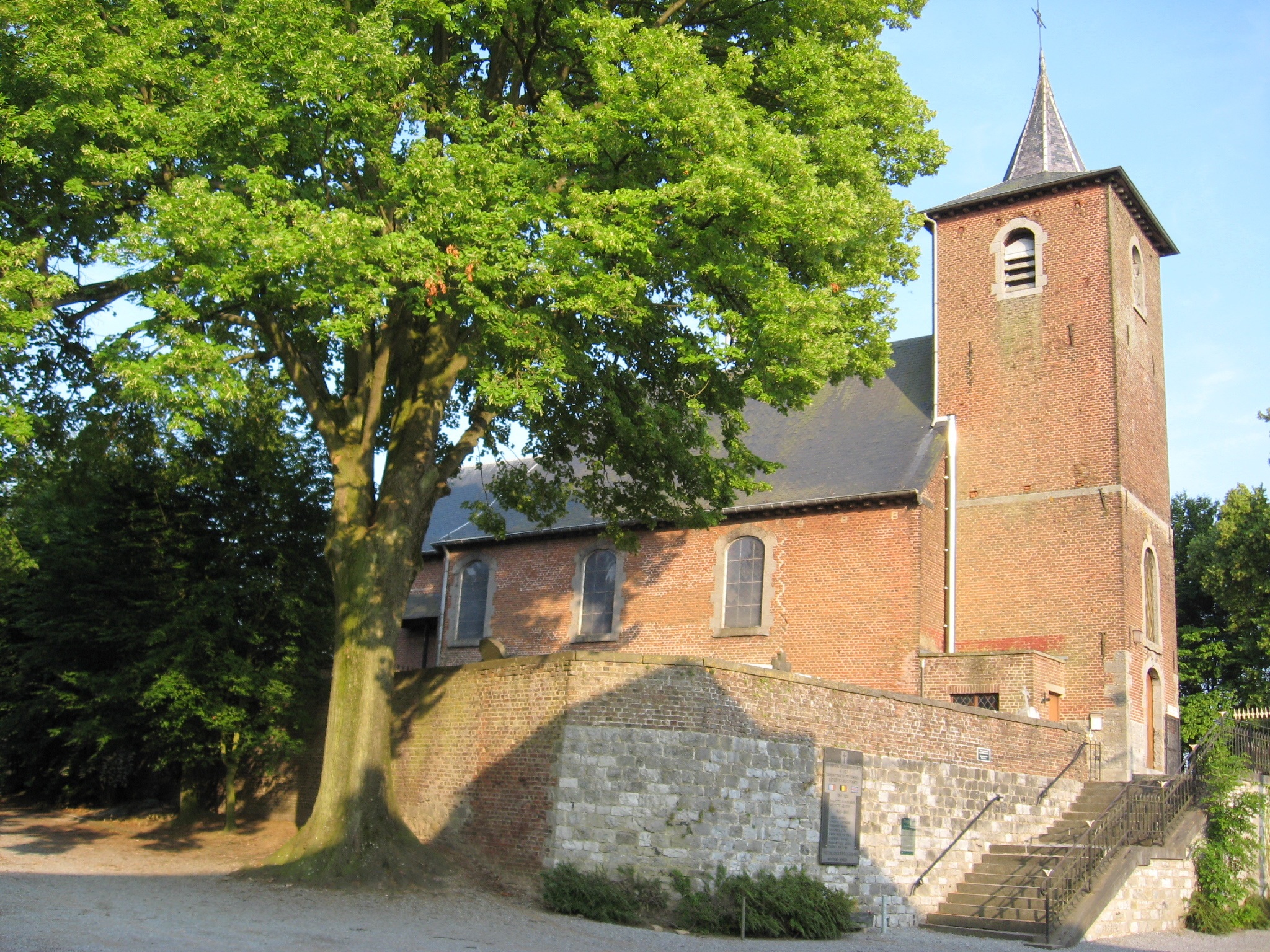
Sint-Lambertkerk
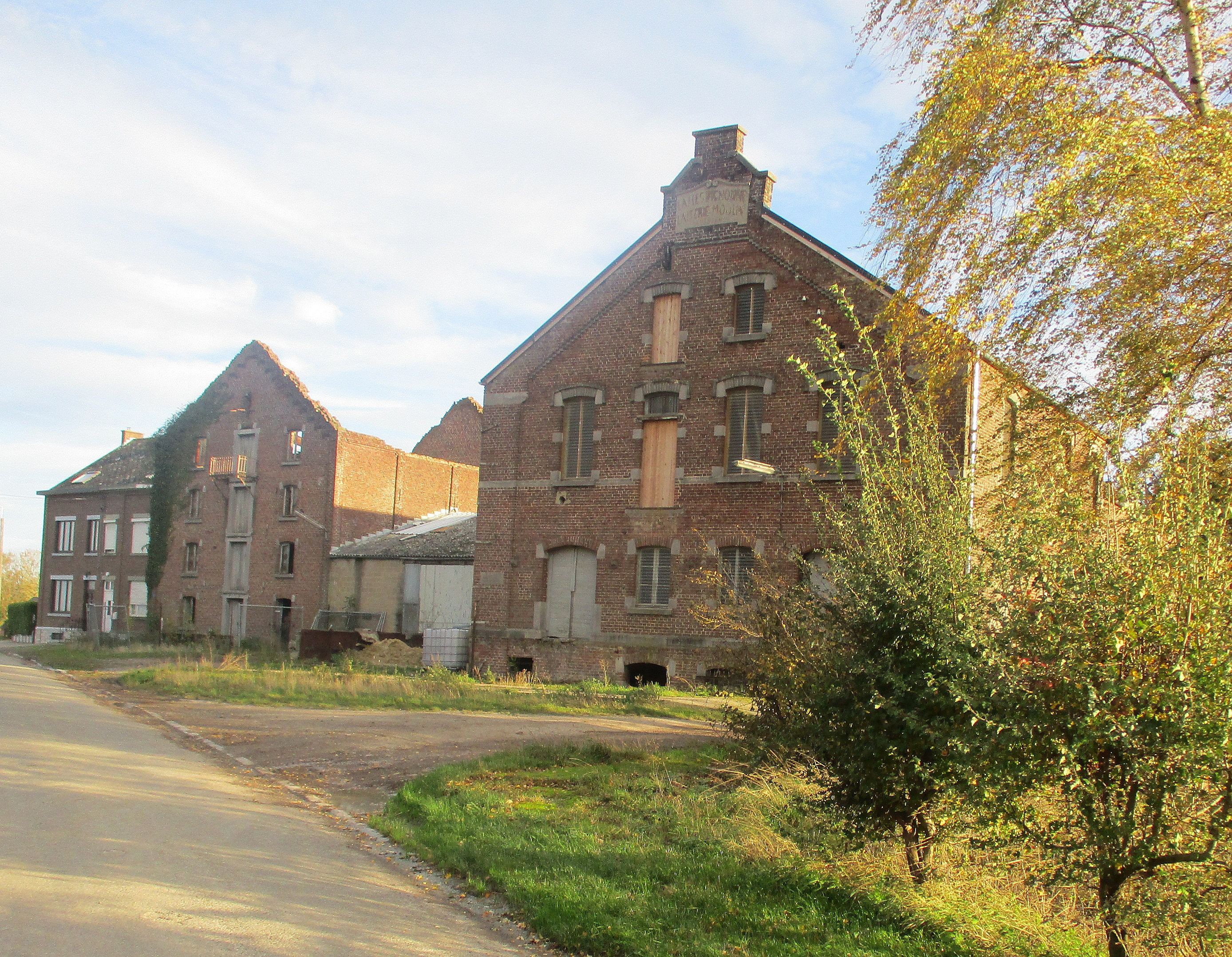
Voormalige melkerij

## Natuur en landschap
De hoogte aan de kerk bedraagt 179 meter.

## Demografische evolutie
Opm:1806 t/m 1970=volkstellingen op 31 december, 1976= inwoneraantal op 31 december

## Nabijgelegen kernen
Bierwart, Burdinne, Acosse, Seron, Forville